# Le Gâvre

Umieszczenie na mapie departamentu Loara Atlantycka.

Le Gâvre (bret. Ar C'Havr) to miejscowość i gmina we Francji, w regionie Kraj Loary, w departamencie Loara Atlantycka.
Według danych na rok 2010 gminę zamieszkiwało 1557 osób, a gęstość zaludnienia wynosiła 29 osób/km².
W gminie jest największy las w departamencie (44,5 km²). 
Wieś Le Gâvre została założona przez Piotra I Mauclerc w r. 1225.

## Demografia
- 1962 - 861
- 1968 - 825
- 1975 - 892
- 1982 - 995
- 1990 - 945
- 1999 - 1962
- 2010 - 1557